# Keiynan Lonsdale
Pour les articles homonymes, voir Lonsdale.
 (juillet 2016).
Si vous disposez d'ouvrages ou d'articles de référence ou si vous connaissez des sites web de qualité traitant du thème abordé ici, merci de compléter l'article en donnant les références utiles à sa vérifiabilité et en les liant à la section « Notes et références ».
Keiynan Lonsdale est un acteur, chanteur et danseur australien né le 19 décembre 1991 à Sydney (Australie). Il est principalement connu pour son rôle d'Oliver Lloyd (Ollie), un étudiant de danse dans la série Dance Academy (ABC), le rôle d'Uriah dans la trilogie Divergente, ainsi que celui de Wally West dans la série télévisée The Flash. Il a également un rôle dans le film Love, Simon. Il y interprète Bram Greenfeld, un rôle qu'il reprendra dans la série tirée du même univers: Love, Victor.

## Biographie
Keiynan est né à Sydney, en Australie, d'un père nigérian de la tribu d'Edo, et d'une mère australienne, descendante d'une famille irlandaise. Il est le plus jeune de six enfants, avec trois frères et deux sœurs du côté de sa mère et un de sept enfants du côté de son père.

## Carrière
En 2007, Lonsdale a obtenu son premier rôle dans le film Razzle Dazzle. L'année suivante, il a joué dans un épisode de la série télévisée australienne All Saints. Le rôle le plus notable de Lonsdale était son rôle pour Oliver Lloyd (Ollie) dans la série de drame adolescent australienne Dance Academy. Keiynan sort son premier single sur iTunes intitulé "One and only", le 20 mai 2014.
Lonsdale a joué Uriah dans le deuxième film de la trilogie Divergente, Divergente 2 : L'Insurrection, sorti le 20 mars 2015. Il a brièvement repris le rôle dans la suite, Divergente 3 : Au-delà du mur (2016).
En août 2015, Lonsdale a été choisi pour incarner Wally West dans un rôle récurrent pour la deuxième saison de la série The Flash. À l'origine il a auditionné pour le rôle de Jefferson "Jax" Jackson, mais le rôle a été donné à Franz Drameh. Il reprend le rôle dans les autres séries de l'Arrowverse, rejoignant la distribution principale de Legends of Tomorrow au cours de la troisième saison.
En 2018, Keiynan reçoit le prix du meilleur baiser de l’année dans le film Love, Simon, une adaptation cinématographique du roman de l’écrivaine Becky Albertalli.

## Vie privée
Le 13 mai 2017, il annonce sa bisexualité sur instagram,. Son implication dans le film Love, Simon l'a inspiré pour faire son coming out.

## Discographie

### Albums
- 2015 : Higher Vol. 1
- 2016 : Good Life
- 2020 : Rainbow Boy

### Singles
- 2017 : Good Life.
- 2018 : Kiss The Boy, pour la sortie du film Love, Simon.
- 2018 : Preach.
- 2019 : Rainbow Dragon
- 2020 : Gay Street Fighter

## Filmographie

### Séries
- 2008 : All Saints (en) : Corey
- 2012-2013 : Dance Academy : Ollie Lloyd (26 épisodes)
- 2015 - 2020 et 2023 : Flash : Wally West / Kid Flash (46 épisodes)
- 2017 : Supergirl (série télévisée) : Wally West / Kid Flash (1 épisode)
- 2017 - 2018 : DC : Legends of Tomorrow : Wally West / Kid Flash (9 épisodes)
- 2018 : Saison 4 de RuPaul's Drag Race All Stars : lui-même dans le Snatch Game de l'Amour
- 2020 : Love, Victor : Bram Greenfeld
- 2022 : Saison 3 de Step Up : High Water : Tal Baker (10 épisodes)

### Films
- 2015 : Divergente 2 : L'Insurrection : Uriah
- 2016 : The Finest Hours : Eldon Hanan
- 2016 : Divergente 3 : Au-delà du mur : Uriah
- 2017 : Dance Academy : The movie : Ollie Lloyd
- 2017 : Like.Share.Follow. : Garret
- 2018 : The Divergente Series : Ascendant : Uriah
- 2018 : Love, Simon : Bram Greenfeld
- 2018 : Suit Up : Wally West / Kid Flash (court-métrage)
- 2020 : Work It : Isaiah ‘’Juilliard’’ Pembroke
- 2022 : Mon Petit Ami virtuel : Andrew